# Дейвис (окръг, Айова)
Вижте пояснителната страница за други населени места с името Дейвис.
Окръг Дейвис (на английски: Davis County) е окръг в щата Айова, Съединени американски щати. Площта му е 1301 квадратни километра, а населението – 9000 души (по изчисления за юли 2019 г.). Административен център е град Блумфийлд.